# Accords d'Alvor

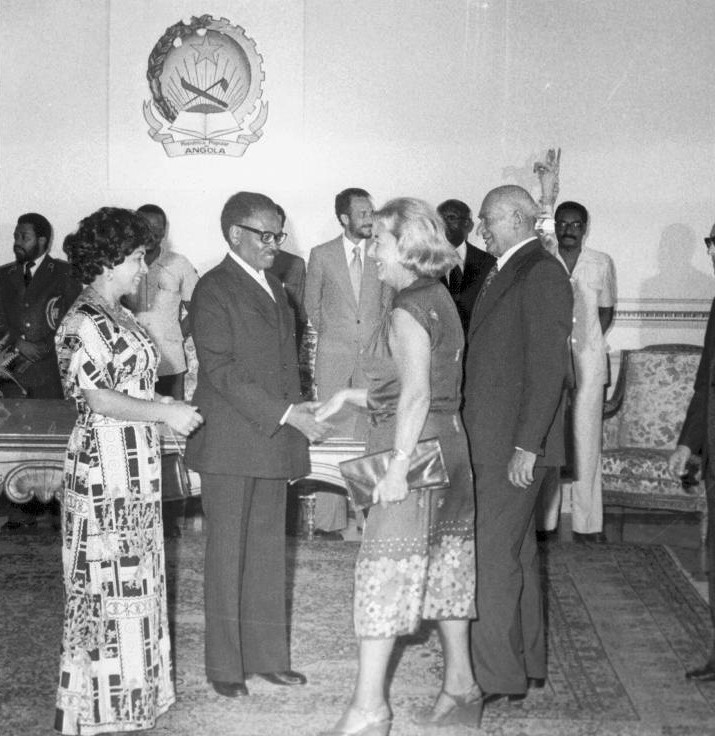
Photographie des signataires de l'accord

Les Accords d’Alvor, signés le 15 janvier 1975, dans le village du même nom, en Algarve, au Portugal, reconnurent l’indépendance de l’Angola du Portugal à compter du 11 novembre de la même année, mettant fin à la guerre d’indépendance.
Les signataires étaient le Mouvement populaire de libération de l'Angola (MPLA), le Front national de libération de l'Angola (FNLA), l’Union nationale pour l'indépendance totale de l'Angola (UNITA) d’une part, et le gouvernement portugais d’autre part. Le Front pour la libération de l'enclave de Cabinda ainsi que la Révolte de l'Est furent exclus des négociations et de la signature.

## Négociation
Lorsque des officiers militaires portugais renversèrent le gouvernement de Marcelo Caetano le 25 avril 1974, le MPLA, le FNLA et l’UNITA se mirent chacun à négocier un accord de paix avec le gouvernement portugais de transition tout en se battant entre eux pour le contrôle de Luanda et du reste du pays. Holden Roberto, Agostinho Neto et Jonas Savimbi se rencontrèrent en juillet à Bukavu au Zaïre et s’entendirent pour agir auprès du Portugal en tant qu’interlocuteur unique. Ils se rencontrèrent à nouveau à Mombasa le 5 janvier 1975 et convinrent d’un cessez-le-feu le temps de parvenir à un accord avec le Portugal.

## Termes du traité
Les parties s’engagèrent à organiser les premières élections législatives en octobre 1975. À compter du 31 janvier jusqu’à l’indépendance, un gouvernement transitoire constitué du haut commissaire portugais Rosa Coutinho et d’un conseil primo-ministériel se chargerait de diriger le pays. Le conseil serait formé de trois ministre, un par partie angolaise signataire, avec une présidence tournante, et prendrait ses décisions à la majorité des deux tiers. Les douze ministères seraient répartis à parts égales entre les partis angolais et le gouvernement portugais, à raison de trois chacun. Le but affiché du gouvernement portugais était d’éviter un retour massif des blancs au Portugal. Paradoxalement, l'accord ne permettait qu'au MPLA, au FNLA et à l'UNITA de nommer des candidats aux premières élections législatives et en évinçait délibérément les candidats bakongos, les Cabindais ainsi que les blancs. Le gouvernement portugais espérait que les blancs rejoignent les mouvements séparatistes et que ces derniers devraient dès lors modérer leurs revendications pour étendre leur base politique.
Les accords se prononçaient en faveur de l'intégration des ailes militantes des partis au sein d'une nouvelle armée, les Forces armées angolaises. Ces dernières se verraient dotées de 48 000 militaires actifs dont 24 000 Portugais et 8 000 de chacun des trois partis MPLA, FNLA et UNITA, chaque parti gérant ses propres casernes et avant-postes. Toute décision militaire se prendrait à l'unanimité des états-majors de chaque parti et du commandement militaire commun.
Le traité, auquel le FLEC n'a jamais adhéré, qualifiait Cabinda de "partie intégrante et inaliénable de l'Angola". Les séparatistes considéraient quant à eux l'accord comme une violation du droit de Cabinda à l'autodétermination. En août 1975, le MPLA avait pris le contrôle de l'enclave.

## Mise en œuvre
L'accord ne prévoyait pas de mécanisme destiné à vérifier le nombre de combattant de chaque camp et les trois parties angolaises se dotèrent rapidement de troupes excédant en nombre celles des Portugais. Les conflits escaladèrent au fur et à mesure des livraisons d’armes de l’étranger et en février, le gouvernement cubain avertit le Bloc de l'Est que les accords étaient voués à l’échec, rapidement rejoint en cela par l’African National Congress et la South-West African People's Organisation. En juin, des leaders de l'organisation de l'unité africaine organisèrent une conférence de paix entre les trois parties à Nakuru, modérée par le président du Kenya, Jomo Kenyatta. Il en résultat la Déclaration de Nakuru le 21 juin, par laquelle les leaders angolais acceptèrent de respecter les termes des accords d’Alvor tout en reconnaissant une absence de confiance mutuelle. 
En juillet, le MPLA expulsa violemment le FNLA de Luanda et l’UNITA se retira volontairement vers ses bastions du sud, où ils furent combattus par les forces du MPLA et déclarèrent la guerre. En août, le MPLA contrôlait onze des quinze capitales provinciales dont Cabinda et Luanda. L’Afrique du Sud intervint le 23 octobre, envoyant 1500 à 2000 soldats depuis la Namibie. L’alliance FNLA-UNITA-Afrique du Sud repris cinq capitales provinciales en trois semaines. Le 10 novembre, le Portugal se retira de l’Angola. Le lendemain, le MPLA proclama l’indépendance de la République populaire d’Angola. Le FNLA et l’UNITA proclamèrent leur propre gouvernement, basé à Huambo. 